# Stazione di Anagni-Fiuggi
La stazione di Anagni-Fiuggi è una stazione ferroviaria posta sulla linea Roma-Napoli via Cassino a servizio del comune di Anagni.
La stazione è dotata di un raccordo che la collega al posto di comunicazione di Anagni posto sulla linea AV Roma-Napoli.
La gestione degli impianti è affidata a Rete Ferroviaria Italiana.

## Storia
L'impianto venne aperto il 1º dicembre 1862, in concomitanza con l'inaugurazione della tratta Roma - Ceprano, sotto il nome di Anagni.
Nel 1965 ha fatto da ambientazione per una scena del film Il colonnello Von Ryan in cui Raffaella Carrà (Gabriella nel film) venne uccisa.
La dicitura Fiuggi, inizialmente appartenente alla stazione di Frosinone, venne assegnata negli anni ottanta.

## Strutture e impianti
Il fabbricato viaggiatori si compone di due livelli ma soltanto il piano terra è aperto al pubblico. L'edificio è in muratura ed è tinteggiato di marrone.
La stazione disponeva di uno scalo merci con annesso magazzino: oggi lo scalo è stato smantellato mentre il magazzino è stato convertito a deposito.
Sono presenti altri edifici ad un solo piano che ospitano i servizi igienici e i locali tecnici.
La stazione dispone di qualche monitor che visualizza gli arrivi e le partenze dei treni.
Il piazzale è composto da tre binari. Nel dettaglio:
- Binario 1: è un binario di corsa dove fermano i treni in direzione Sud (questo binario è servito da banchina e protetto da una pensilina)
- Binario 2: è un binario di corsa dove fermano i treni in direzione Nord (è provvisto di banchina)
- Binario 3: è un binario di deviazione o di manovra (non è provvisto di banchina ma ha un incrocio che collega ad un 4º binario ed esso serviva per condurre i treni "cantieri" per la costruzione della linea AV)

Le banchine sono collegate fra loro da due passerelle in cemento.

## Movimento
Il servizio passeggeri è svolto in esclusiva da parte di Trenitalia (controllata del gruppo Ferrovie dello Stato) per conto della Regione Lazio.
I treni sono prevalentemente di tipo regionale e in totale sono circa sessantanove i treni che effettuano servizio in questa stazione e le loro principali destinazioni sono: Roma Termini, Frosinone, Cassino e Caserta.

## Servizi
La stazione offre i seguenti servizi:
- Biglietteria self-service (solo biglietti regionali) attiva 24/24 h[4];
- Parcheggio di scambio[4];
- Bar;
- Distributore automatico di snack e bevande;
- Edicola;
- Capolinea autolinee[4] COTRAL, Corsi e Pampanelli e Cialone Tour;
- Sala di attesa;
- Stazione video sorvegliata[5].

## Interscambi
La stazione dispone di un ampio parcheggio nei pressi della stazione.
Per quanto riguarda il trasporto pubblico, la fermata degli autobus è situata sul piazzale antistante il fabbricato viaggiatori. COTRAL è il gestore del servizio interurbano, che viene effettuato dalle 4:50 alle 21:40; le principali destinazioni delle corriere sono Colleferro, Fiuggi, Gavignano e Acuto. Esiste anche un servizio di autobus interno al territorio comunale di Anagni, che assicura tra l'altro il collegamento fra la stazione ferroviaria e il centro abitato, che distano tra loro otto chilometri.